# Kvinnodröm
 Kvinnodröm és una pel·lícula sueca dirigida per Ingmar Bergman, estrenada el 1955.

## Argument
Susanne és la propietària d'una agència de modela a Estocolm. Doris, la seva popular model, té una discussió amb el seu promès, Palle, just abans d'anar amb Susanne a Gothenburg per ser fotografiada en una nova col·lecció.
A Gothenburg Doris coneix un Cònsol entrat en anys, qui veu en ella una forta semblança amb la seva muller, ara en un hospital mental. El Cònsol gratifica els desitjos de Doris amb joies i roba bona, i els dos passen un apassionant dia junts.
Susanne mentrestant ha telefonat el seu ex-amant Henrik i va concertar una cita amb ell. Henrik de mala gana li visita. Fan l'amor i estan planejant la seva relació quan la seva muller arriba.

## Repartiment
- Eva Dahlbeck: Susanne
- Harriet Andersson: Doris
- Gunnar Björnstrand: Otto Sönderby, Cònsol
- Ulf Palme: Mr. Henrik Lobelius
- Inga Landgré: Mrs. Lobelius
- Benkt-åke Benktsson: Mr. Magnus (com Bengt-Åke Benktsson)
- Sven Lindberg: Palle Palt